# Stenarcha stenopa
Stenarcha stenopa là một loài bướm đêm thuộc phân họ Arctiinae, họ Erebidae.